# Yulia Sotnikova
Yulia Sotnikova (Nizhni Nóvgorod, Rusia, 18 de noviembre de 1970) es una atleta rusa, especializada en la prueba de 4x400 m en la que llegó a ser subcampeona mundial en 1995.

## Carrera deportiva
En el Mundial de Gotemburgo 1995 ganó la medalla de plata en los relevos 4x400 metros, con un tiempo de 3:23.98 s, llegando a meta tras Estados Unidos y por delante de Australia, siendo sus compañeras de equipo: Tatyana Chebykina, Svetlana Goncharenko y Yelena Andreyeva.